# 고즈키성

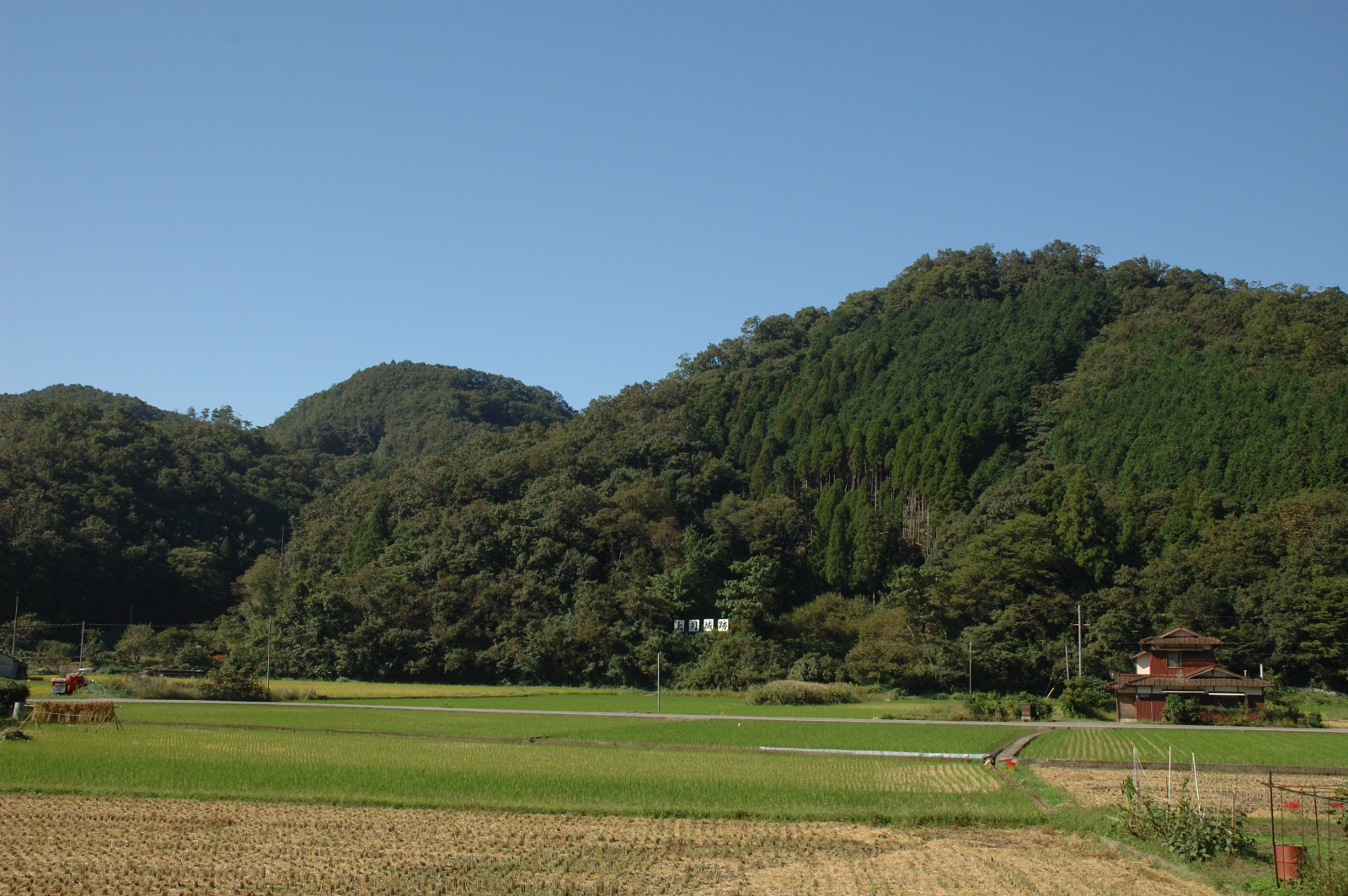
고즈키 성의 원경

고즈키성(일본어: 上月城 고즈키조[*])은 효고현 사요군 사요정에 있었던 연곽식 산성이다.

## 역사

### 남북조 시대
엔겐 원년(1336년) 아카마쓰 가문의 일족인 고즈키 가게모리가 다이헤이 산에 성을 축조하였다.

### 무로마치 시대~아즈치모모야마 시대
가키쓰 원년(1441년)에 일어난 가키쓰의 난에서 막부 군의 토벌로 고즈키 가문은 멸문되었다. 이후 야마나 가문, 아카마쓰 가문 간의 다툼이 계속되었다. 고지 3년(1557년) 아카마쓰 마사모토가 오키시오 성에서 고즈키 성으로 자리를 옮겼다. 그의 아들 아카마쓰 마사노리는 사요, 아코, 잇토, 잇사이, 시소, 5개군을 영지로 하리마 서부를 장악했기 때문에 “니시하리마도노”라고 불리었지만, 덴쇼 5년(1577년) 고즈키 성은 오다 노부나가의 부장 하시바 히데요시의 공격을 받고 함락되었고, 하리마 일대는 오다 세력이 장악하였다. 그 후, 아마고 가쓰히사가 입성하였다. 다음 해인 덴쇼 6년(1578년) 모리 데루모토가 이끄는 대군이 성을 포위하였고, 게다가 원군으로 오려고 한 하시바 히데요시의 군이 하리마 동부의 미키 성주 벳쇼 나가하루의 모반으로 철퇴하였다. 고립된 아마고 가쓰히사의 아마고 가문 부흥군은 모리 가문에 항복하고 가쓰히사는 자결하였다. 이때 아마고 가문의 부장 야마나카 유키모리도 포박되어 다카하시강변에서 처형되었다. 그 후, 고즈키 성은 폐성되었다.

## 남아 있는 구조물
현재 성루, 석벽, 빈 해자 등의 구조물이 남아있다. 그 외에도 혼마루에는 아카마쓰 마사노리의 공양탑과 산기슭에는 아마고 가쓰히사의 공양탑이 남아 있다.

## 관광
- 교통: JR 서일본 고즈키역에서 도보로 30분 소요.
- 주위 문화시설 및 관광명소: 고즈키 성 공원 역사자료관

## 같이 보기
- 고즈키 성 전투